# دم‌خاری چوتوی
دم‌خاری چوتوی یا دم‌تیزک چوتوی (نام علمی: Schoeniophylax phryganophilus) نام یک گونه از خانواده مرغان تنورساز است.